# بولشیه کارکالی
بولشیه کارکالی (انگلیسی: Bolshiye Karkaly) یک شهرک در شهرستان میاکینسکی استان باشقیرستان کشور روسیه است.